# Amol (Iran)
Amol of Amul (آمل in het Perzisch) is een stad in de provincie Māzandarān en de bevolking bedraagt 220.000 personen (400.000 personen in de metropool).

## Geboren
- Allahyar Sayyadmanesh (29 juni 2001), voetballer